# Clyde Stubblefield
Clyde Stubblefield (8 de abril de 1943 – 18 de fevereiro de 2017) foi um baterista norte-americano, mais conhecido por ter trabalhado com James Brown, na sua performance na canção "Funky Drummer" que se tornou uma das mais sampleadas de todos os tempos.
As gravações de Stubblefield com James Brown são consideradas algumas da mais clássicas para bateristas de funk, incluindo os singles "Cold Sweat", "There Was a Time", "I Got the Feelin'", "Say It Loud – I'm Black and I'm Proud", "Ain't It Funky Now", "Mother Popcorn", "Get Up, Get into It, Get Involved" e o álbum Sex Machine.
Seu padrão rítmico em "Funky Drummer" de James Brown está entre os segmentos musicais mais sampleados. Tem sido usado por décadas por grupos de hip-hop e rappers tais como Public Enemy, Run-D.M.C., N.W.A, Raekwon, LL Cool J, Beastie Boys e Prince, além de músicos de diversos outros gêneros. Stubblefield apareceu no documentário da PBS, Copyright Criminals, que abordou os aspectos criativos e legais do sample na indústria musical.
Morreu em 18 de fevereiro de 2017, aos 73 anos, de insuficiência renal.

## Carreira

### Início
Nascido em 18 de abril de 1943, Stubblefield cresceu em Chattanooga, Tennessee. Quando jovem seu senso de ritmo foi influenciado pelos som das indústrias e trens que o cercavam. Foi inspirado a se tornar baterista quando viu alguns deles em uma parada. Clyde já tocava profissionalmente ainda adolescente. No início dos anos 1960 trabalhou com o guitarrista Eddie Kirkland e saiu em turnê com Otis Redding.

### Baterista deJames Brown
Em 1965 ele se juntou a banda de James Brown. Pelos seis anos seguintes a banda teve dois bateristas, Stubblefield e John "Jabo" Starks que se juntou a banda duas semanas mais tarde. O estilo de Starks foi influenciado pela música das igrejas de sua cidade natal em Mobile, Alabama. Os dois bateristas não tinham nenhum treinamento formal. De acordo com  Stubblefield, "Nós tocávamos o que queríamos tocar (...) Apenas colocávamos em prática como achavámos que deveria ser." Os dois "criaram os grooves de muitos dos maiores sucessos de James Brown e lançaram os fundamentos do jeito de se tocar bateria."

### Pós James Brown
Stubblefield viveu em Madison, Wisconsin de 1971 até sua morte em 2017. Por mais de vinte anos Clyde tocava nas noites de segundas-feiras com sua banda, a The Clyde Stubblefield Band, na região central de Madison. A banda tinha em sua formação o amigo de longa data, o tecladista Steve "Doc" Skaggs, além dos vocalistas Charlie Brooks e Karri Daley, bem como uma sessão de sopro. Stubblefield se aposentou dos shows às segundas em 2011 devido aos seus problemas de saúde, deixando a banda nas mãos de seu sobrinho Brett Stubblefield.
Desde os anos 1970 Stubblefield trabalhou com diversos músicos na área de Madison tais como o tecladista Steve Skaggs, o guitarrista Cris Plata, o violisnista de jazz Randy Sabien, o trio country Common Faces e o grupo de jazz NEO. Ele se apresentou e gravou com membros do The J.B.'s incluindo Bootsy Collins, Maceo Parker e "Jabo" Starks. O grupo lançou o álbum Bring the Funk on Down em 1999. Do início dos anos 1990 até 2015 ele se apresentou no programa de rádio Whad'Ya Know?
O primeiro álbum solo de Stubblefield The Revenge of the Funky Drummer foi lançado em 1997. O álbum foi produzido pelo compositor e produtor  Richard Mazda. Em 2002 ele lançou um álbum com 26 faixas com break beats intitulado The Original Funky Drummer Breakbeat Album. O terceiro álbum solo de Stubblefield, The Original, foi lançado em 2003. Todas as composições foram baseadas nos grooves de bateria de Stubblefield e foi produzido por Leo Sidran.
Stubblefield colaborou frequentemente com "Jabo" Starks. Usando o nome Funkmasters, a dupla lançou um álbum em 2001 chamado Find the Groove e em 2006 Come Get Summa This. A dupla lançou uma vídeo aula em 1999 chamado Soul of the Funky Drummers. Em dezembro de 2007, a dupla se juntou a Bootsy Collins em Covington, Kentucky, no primeiro concerto em memória de James Brown. Stubblefield e Starks tocaram em Funk for Your Ass, um álbum tributo à James Brown, do ex-companheiro de banda Fred Wesley. O álbum foi lancado em 2008. Mais tarde, naquele mesmo ano, a Toontrack Music lançou uma expansão chamada "Funkmasters" de seu software  EZdrummer com samples gravados por Stubblefield e Starks.
Em 2009 Stubblefield estava necessitando de um transplante renal e ser submetido a tratamentos de diálises. Músicos da área de Madison organizaram eventos para levantar fundos, doando os rendimentos para seu tratamento de diálise e as consequentes contas médicas. Stubblefield lidou com problemas de saúde desde o início dos anos 2000, incluindo um câncer. Sua esposa, Jody Hannon, era seu apoio, cuidando de sua saúde.
Em 2011 Stubblefield se apresentou durante a canção "Fight the Power" no programa Late Night with Jimmy Fallon ao lado de Chuck D e membros do The Roots e Eclectic Method. Em 2012 concedeu entrevista e falou de suas batidas favoritas durante conferência realizada no Madison Ruby em Madison, Wisconsin.

## Reconhecimento
Em 2014 Stubblefield foi nomeado o segundo melhor baterista de todos os tempos pelo tablóide LA Weekly. De acordo com o LA Weekly, "Stubblefield é um dos mais sampleados bateristas da história, o homem cuja estranha capacidade de desconstruir um simples ritmo 4/4 em milhares de diferentes e astuciosas batidas sincopadas lançou os fundamentos não somente para o funk, mas para a maioria do hip-hop." Em 2013 Stubblefield e Starks receberam o prêmio Yamaha Legacy Award. Em 2004 Clyde recebeu o prêmio de realização em vida no Madison Area Music Awards. Em 2000 foi introduzido ao Muro da Fama do Wisconsin Area Music Industry. Em  1990 foi nomeado baterista do ano pela revista Rolling Stone e em 2016 a revista nomeou Stubblefield e Starks o sexto melhor baterista de todos os tempos. Um conjunto de baquetas autografadas por Stubblefield estão no Rock and Roll Hall of Fame.
O autoproclamado rapper nerdcore MC Frontalot fez um tributo à Stubblefield em sua canção "Good Old Clyde". O artista de Hip-hop Black Thought da banda The Roots rimou "I'm cooler than Clyde Stubblefield, drummer for James" na canção "Stay Cool". de acordo com o baterista do The Roots, Questlove, Stubblefield é um dos "que definiram a música funk."
Ben Sisario do The New York Times escreveu, "em canções como 'Cold Sweat' e 'Mother Popcorn' ele aperfeiçoou um estilo light-touch preenchido com síncopes matadoras, algumas vezes chamada de ghost notes." De acordo com a National Public Radio, "os grooves que os dois bateristas (Stubblefield e Starks) criaram inspiraram gerações de artistas — não apenas no funk, mas no hip-hop, onde os padrões estáveis mas intricados conceberam o material natural para o sampling."

## Morte
Stubblefield morreu em 18 de fevereiro de 2017, de insuficiência renal. Ele sofria de doenças renais desde 2002, quando operou o rim. O ícone pop Prince, que considerava Stubblefield um ídolo como baterista, foi um apoiador financeiro, e tinha pago mais de $80.000 pelos gastos do baterista com hospitais. Isso foi revelado em 2016, desde que Stubblefield ficou sem plano de saúde.

## Discografia

### Como líder
- The Revenge of the Funky Drummer (1997)
- The Original Funky Drummer Breakbeat Album (2002)
- The Original (2003)

### Como co-líder
- Find the Groove (2001)
- Come Get Summa This (2006)

### Como convidado
Com Fred Wesley
- Funk for Your Ass (2008)

Com James Brown (trabalhos selecionados)
- Cold Sweat (1967)
- I Got the Feelin' (1968)
- It's a Mother (1969)
- Say It Loud – I'm Black and I'm Proud (1969)
- Sex Machine (1970)

Com The J.B.'s
- Bring the Funk on Down (1999)

Com Ben Sidran
- Don't Let Go (Blue Thumb, 1974)

## Vídeos
- Soul of the Funky Drummers (1999)